# Adam Deinlein
Adam Deinlein (* 27. Dezember 1909 in Hammelburg, Unterfranken; † 21. März 2003 in München) war ein deutscher Jurist und von 1962 bis 1974 Regierungspräsident von Oberbayern.

## Leben
Deinlein studierte nach seinem Abitur 1929 in Aschaffenburg von 1929 bis 1934 Rechtswissenschaft an der Ludwig-Maximilians-Universität München (LMU). Er war Stipendiat der Stiftung Maximilianeum. 
Nach dem ersten juristischen Staatsexamen begann Deinlein 1933 in Lauf bei Nürnberg seine Referendarzeit, parallel erstellte er seine Doktorarbeit an der Universität Erlangen. 1934 wurde er mit einer Arbeit über die Bereicherungsabsicht bei den Aneignungsdelikten zum Dr. iur. promoviert. Nach dem zweiten Staatsexamen 1936 trat er in die Dienste der bayerischen Justiz, zunächst als Richter und dann als Staatsanwalt.
1939 wurde er zur Infanterie an die französische Front eingezogen, anschließend beim Russlandfeldzug eingesetzt, die letzten zwei Kriegsjahre war er Divisionsadjutant. Nach kurzen Lazarettaufenthalt 1945 in Deggendorf war er bis 1947 in französischer Kriegsgefangenschaft.
Ab 1947 war Deinlein zunächst für die Münchner Staatsanwaltschaft tätig, später als (Ober-)Rechtsrat für die Landeshauptstadt München und ab 1952 für das Innenministerium des Freistaates Bayern. Am 1. September 1962 erfolgte die Berufung zum Regierungspräsidenten von Oberbayern. Am 31. Dezember 1974 übergab er infolge seiner Pensionierung die Amtsgeschäfte an Raimund Eberle. Nach seinem Ruhestand war er als Rechtsanwalt tätig.
Adam Deinlein war seit 1937 verheiratet, seine Frau starb 2001. Aus der Ehe gingen zwei Kinder hervor. Er war seit 1929 Mitglied der katholischen Studentenverbindung KDStV Tuiskonia München im CV und maßgeblich an deren Wiederbegründung 1946/1947 beteiligt.

## Wirken
Schwerpunkte in seiner Tätigkeit als Regierungspräsident waren u. a. die Gemeindegebietsreform, der Aufbau des staatlichen Umweltschutzes, der Flughafen München II, der Rangierbahnhof München, der Fernstraßenring um die Landeshauptstadt und die Wasserentnahme im Loisachtal.
Er hatte zahlreiche Ehrenämter inne, darunter Vorsitzender des Tourismusverbandes München-Oberbayern sowie Vorsitzender des Verkehrsausschusses für die Olympischen Spiele 1972.
Er wurde 1964 mit dem Bayerischen Verdienstorden und 1973 mit dem Großen Verdienstkreuz des Verdienstordens der Bundesrepublik Deutschland ausgezeichnet.